# Encausse
Pour les articles homonymes, voir Encausse (homonymie).
Encausse (Encaussa en gascon) est une commune française située dans l'est du département du Gers, en région Occitanie. Sur le plan historique et culturel, la commune est dans la Lomagne, une ancienne circonscription de la province de Gascogne ayant titre de vicomté, surnommée « Toscane française ».
Exposée à un climat océanique altéré, elle est drainée par l'Arsène, le ruisseau du Pest, le Cédat, le ruisseau l'arcadèche et par divers autres petits cours d'eau. La commune possède un patrimoine naturel remarquable composé d'une zone naturelle d'intérêt écologique, faunistique et floristique.
Encausse est une commune rurale qui compte 444 habitants en 2022, après avoir connu un pic de population de 864 habitants en 1841. Elle fait partie de l'aire d'attraction de Toulouse. Ses habitants sont appelés les Encaussais ou  Encaussaises.

## Géographie

### Localisation
Encausse est une commune de l'aire d'attraction de Toulouse située à 6 kilomètres du chef-lieu de canton qu'est Cologne, la petite commune  gersoise d'Encausse est limitrophe de la Haute-Garonne.
Les communes limitrophes sont  Ardizas, Bellegarde-Sainte-Marie, Cadours, Caubiac, Cologne, Monbrun, Saint-Cricq, Thoux et Vignaux.

### Communes limitrophes
Encausse est limitrophe de neuf autres communes dont quatre dans le département de la Haute-Garonne.
| Ardizas, Cologne | Cadours (Haute-Garonne) | Caubiac (Haute-Garonne)                 |
| Saint-Cricq      | Encausse                | Vignaux (Haute-Garonne)                 |
| Thoux            | Monbrun                 | Bellegarde-Sainte-Marie (Haute-Garonne) |

### Géologie et relief
La superficie de la commune est de 1 565 hectares ; son altitude varie de 163  à   240 mètres.
Encausse se situe en zone de sismicité 1 (sismicité très faible).

### Hydrographie

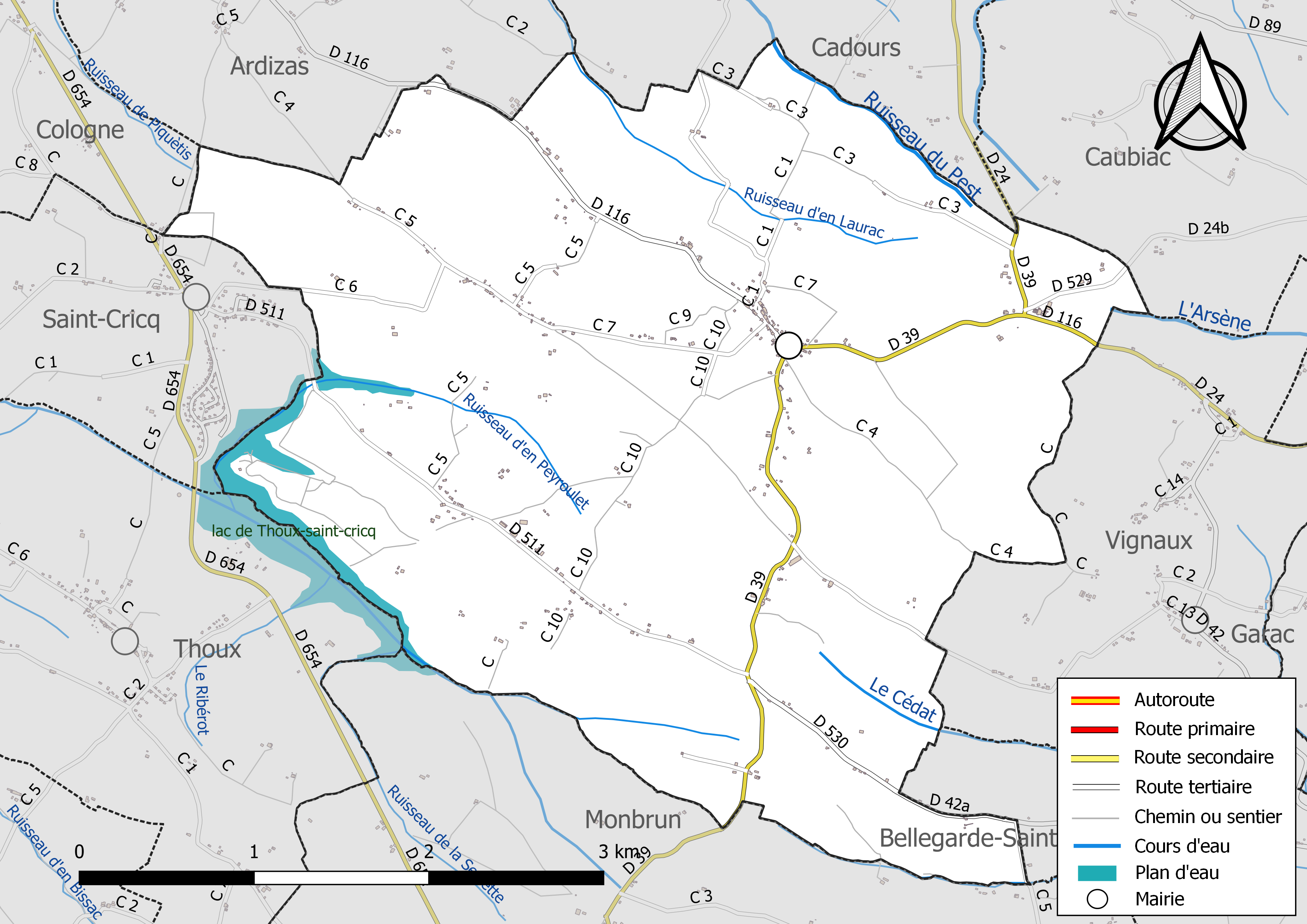
Réseaux hydrographique et routier d'Encausse.

La commune est dans le bassin de la Garonne, au sein du bassin hydrographique Adour-Garonne. Elle est drainée par l'Arsène, le ruisseau du Pest, le Cédat, le ruisseau l'arcadèche, le ruisseau de la Serrette, le ruisseau d'en Bartau, le ruisseau d'en Laurac, le ruisseau d'en Peyroulet et par un petit cours d'eau, qui constituent un réseau hydrographique de 9 km de longueur totale,.
L'Arsène, d'une longueur totale de 14,1 km, prend sa source dans la commune et s'écoule d'ouest en est. Il traverse la commune et se jette dans La Save à Montaigut-sur-Save, après avoir traversé 10 communes.
Le ruisseau du Pest, d'une longueur totale de 10,7 km, prend sa source dans la commune et s'écoule du sud-est vers le nord-ouest. Il traverse la commune et se jette dans Le Sarrampion à Sainte-Anne, après avoir traversé 5 communes.

### Climat
Pour des articles plus généraux, voir Climat de l'Occitanie et Climat du Gers.
En 2010, le climat de la commune est de type climat du Bassin du Sud-Ouest, selon une étude s'appuyant sur une série de données couvrant la période 1971-2000. En 2020, Météo-France publie une typologie des climats de la France métropolitaine dans laquelle la commune est exposée à un climat océanique altéré et est dans la région climatique Aquitaine, Gascogne, caractérisée par une pluviométrie abondante au printemps, modérée en automne, un faible ensoleillement au printemps, un été chaud (19,5 °C), des vents faibles, des brouillards fréquents en automne et en hiver et des orages fréquents en été (15 à 20 jours).
Pour la période 1971-2000, la température annuelle moyenne est de 13,3 °C, avec une amplitude thermique annuelle de 15,6 °C. Le cumul annuel moyen de précipitations est de 693 mm, avec 9,6 jours de précipitations en janvier et 5,5 jours en juillet. Pour la période 1991-2020, la température moyenne annuelle observée sur la station météorologique la plus proche, située sur la commune de Sainte-Anne à 8 km à vol d'oiseau, est de 13,6 °C et le cumul annuel moyen de précipitations est de 676,2 mm,. Pour l'avenir, les paramètres climatiques de la commune estimés pour 2050 selon différents scénarios d'émission de gaz à effet de serre sont consultables sur un site dédié publié par Météo-France en novembre 2022.

### Milieux naturels et biodiversité

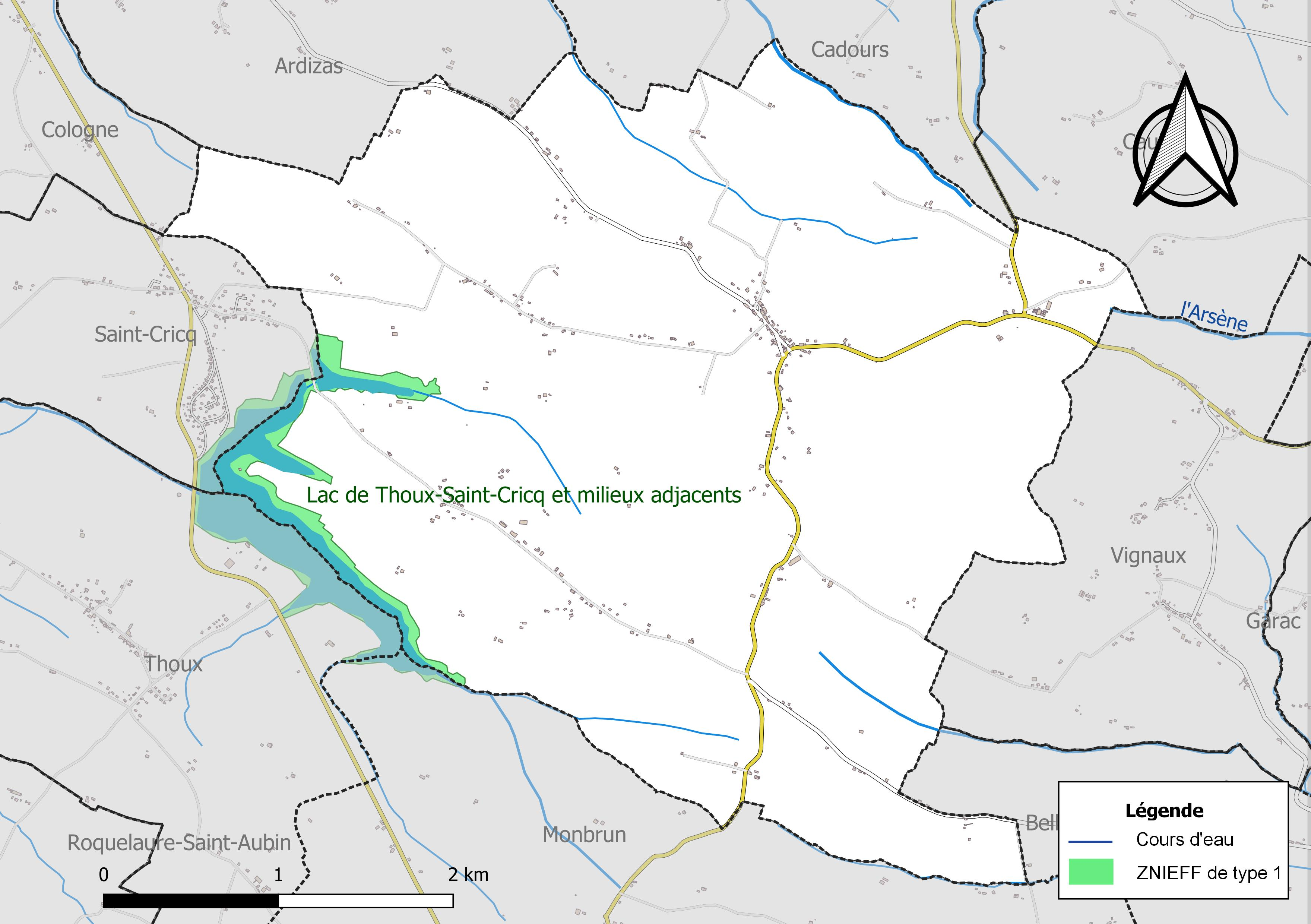
Carte de la ZNIEFF de type 1 localisée sur la commune.

L’inventaire des zones naturelles d'intérêt écologique, faunistique et floristique (ZNIEFF) a pour objectif de réaliser une couverture des zones les plus intéressantes sur le plan écologique, essentiellement dans la perspective d’améliorer la connaissance du patrimoine naturel national et de fournir aux différents décideurs un outil d’aide à la prise en compte de l’environnement dans l’aménagement du territoire.
Une ZNIEFF de type 1 est recensée sur la commune :
le « lac de Thoux-Saint-Cricq et milieux adjacents » (86 ha), couvrant 4 communes du département.

## Urbanisme

### Typologie
Au 1er janvier 2024, Encausse est catégorisée commune rurale à habitat dispersé, selon la nouvelle grille communale de densité à sept niveaux définie par l'Insee en 2022.
Elle est située hors unité urbaine. Par ailleurs la commune fait partie de l'aire d'attraction de Toulouse, dont elle est une commune de la couronne,. Cette aire, qui regroupe 527 communes, est catégorisée dans les aires de 700 000 habitants ou plus (hors Paris),.

### Occupation des sols
L'occupation des sols de la commune, telle qu'elle ressort de la base de données européenne d’occupation biophysique des sols Corine Land Cover (CLC), est marquée par l'importance des territoires agricoles (96,5 % en 2018), une proportion identique à celle de 1990 (96,5 %). La répartition détaillée en 2018 est la suivante : 
terres arables (90,1 %), zones agricoles hétérogènes (6,4 %), eaux continentales (2 %), forêts (1,6 %). L'évolution de l’occupation des sols de la commune et de ses infrastructures peut être observée sur les différentes représentations cartographiques du territoire : la carte de Cassini (XVIIIe siècle), la carte d'état-major (1820-1866) et les cartes ou photos aériennes de l'IGN pour la période actuelle (1950 à aujourd'hui).

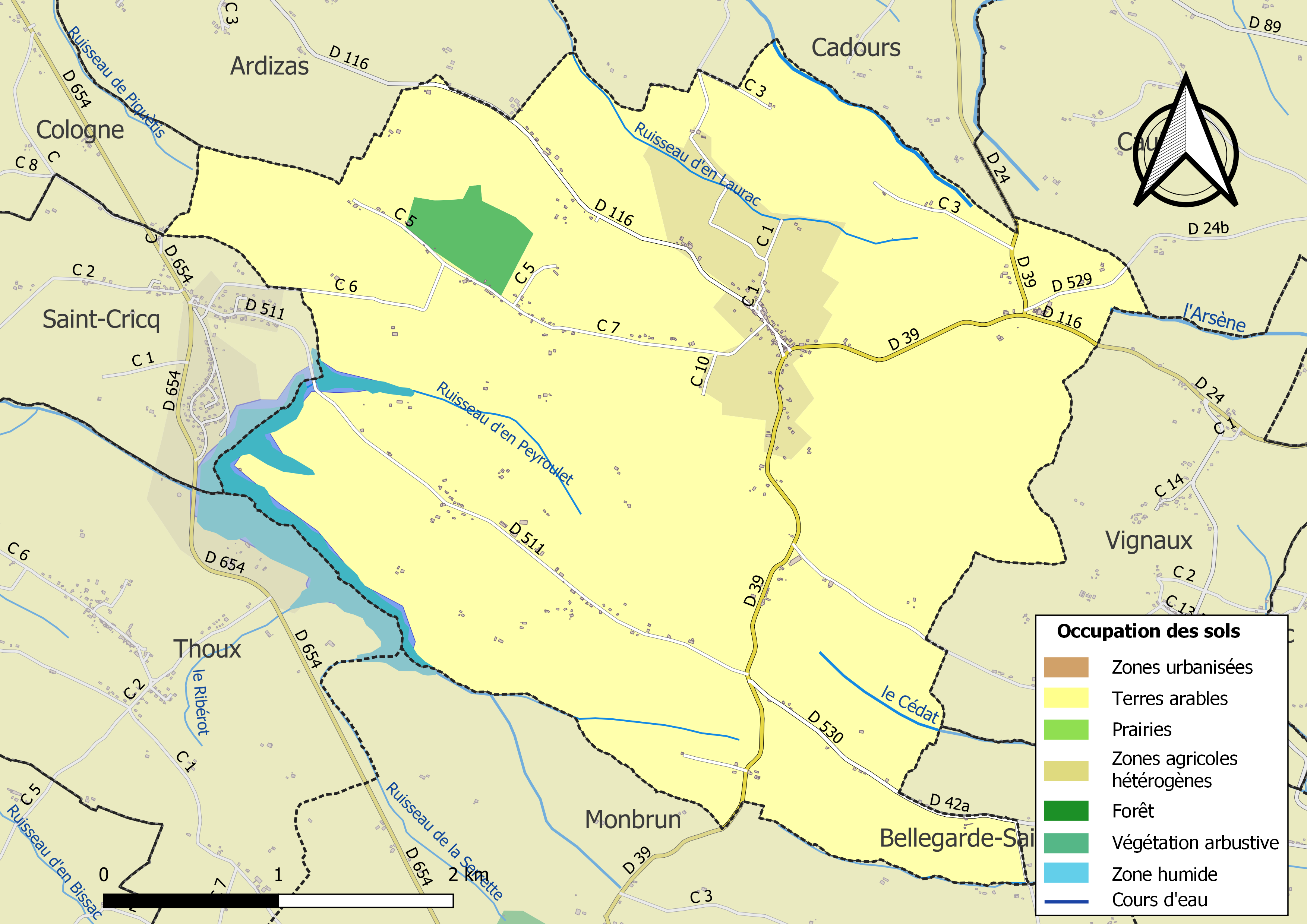
Carte des infrastructures et de l'occupation des sols de la commune en 2018 (CLC).

### Risques majeurs
Le territoire de la commune d'Encausse est vulnérable à différents aléas naturels : météorologiques (tempête, orage, neige, grand froid, canicule ou sécheresse) et séisme (sismicité très faible). Un site publié par le BRGM permet d'évaluer simplement et rapidement les risques d'un bien localisé soit par son adresse soit par le numéro de sa parcelle.

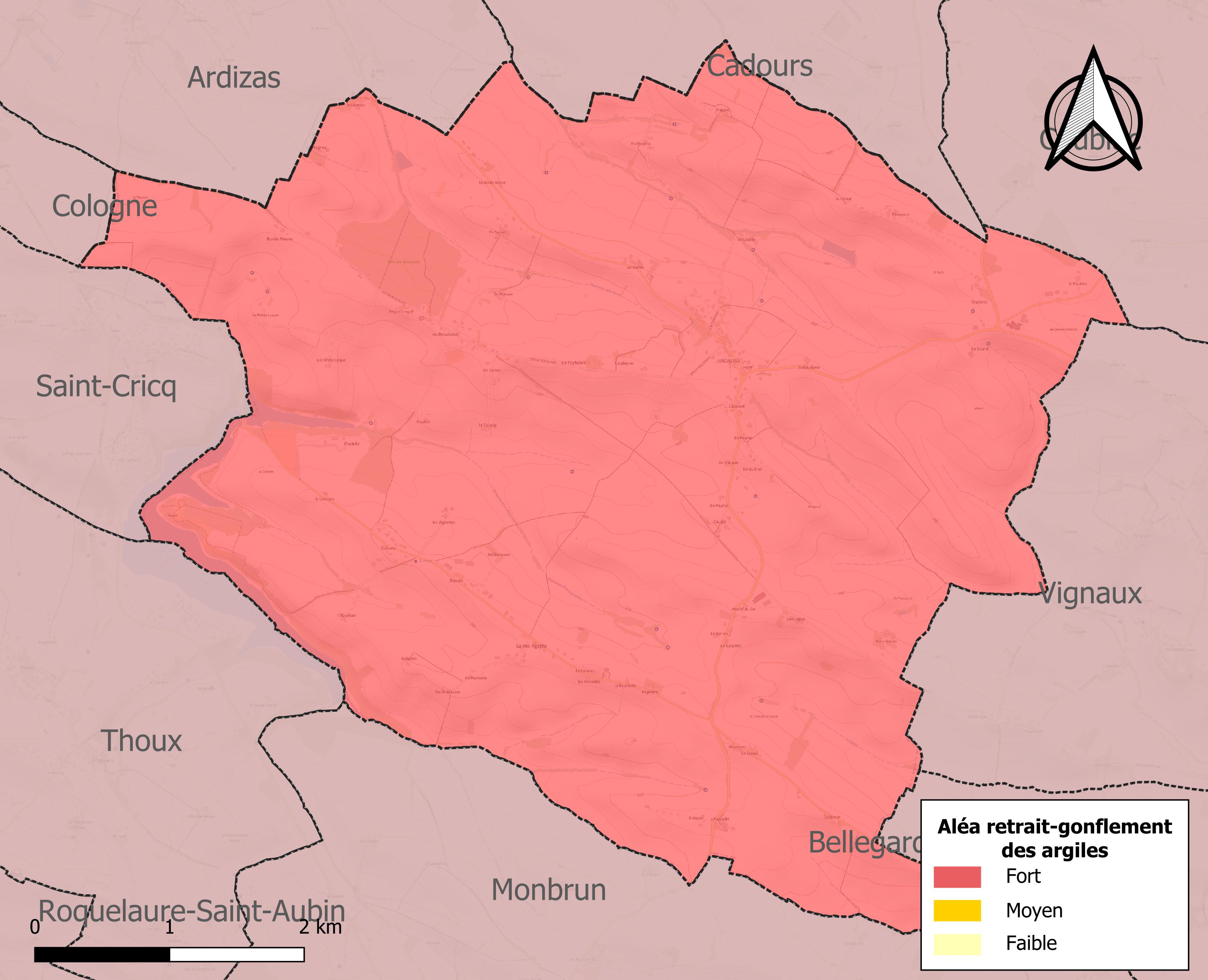
Carte des zones d'aléa retrait-gonflement des sols argileux d'Encausse.

Le retrait-gonflement des sols argileux est susceptible d'engendrer des dommages importants aux bâtiments en cas d’alternance de périodes de sécheresse et de pluie. La totalité de la commune est en aléa moyen ou fort (94,5 % au niveau départemental et 48,5 % au niveau national). Sur les 189 bâtiments dénombrés sur la commune en 2019, 189 sont en aléa moyen ou fort, soit 100 %, à comparer aux 93 % au niveau départemental et 54 % au niveau national. Une cartographie de l'exposition du territoire national au retrait gonflement des sols argileux est disponible sur le site du BRGM,.
Par ailleurs, afin de mieux appréhender le risque d’affaissement de terrain, l'inventaire national des cavités souterraines permet de localiser celles situées sur la commune.
La commune a été reconnue en état de catastrophe naturelle au titre des dommages causés par les inondations et coulées de boue survenues en 1999, 2000 et 2009. Concernant les mouvements de terrains, la commune a été reconnue en état de catastrophe naturelle au titre des dommages causés par la sécheresse en 1989, 1993, 1998, 2003, 2006, 2012 et 2016 et par des mouvements de terrain en 1999.

## Toponymie
Du latin « in » (dans) et du pré-latin « causse » (terrain pierreux).

## Histoire
encausse vient du nom  en puis causse 

## Politique et administration

### Administration municipale
Le nombre d'habitants au recensement de 2011 étant compris entre 100 et 499, le nombre de membres du conseil municipal pour l'élection de 2014 est de onze,.

### Rattachements administratifs et électoraux
Commune faisant partie de la communauté de communes des bastides de Lomagne et du canton de Gimone-Arrats (avant le redécoupage départemental de 2014, Encausse faisait partie de l'ex-canton de Cologne) et avant le 1er janvier 2017 elle faisait partie de la communauté de communes de Terride-Arcadèche.

### Liste des maires
| Période                                  | Période  | Identité         | Étiquette | Qualité     |
| ---------------------------------------- | -------- | ---------------- | --------- | ----------- |
|                                          | 2020     | Daniel Soro.     | DVG       | Cadre       |
| mars 2020                                | 2024     | Éliane Marsiglio | DVG       | Décédée.    |
| 2 juin 2024                              | En cours | Cédric Guyon.    |           | Agriculteur |
| Les données manquantes sont à compléter. |          |                  |           |             |

## Population et société

### Démographie
L'évolution du nombre d'habitants est connue à travers les recensements de la population effectués dans la commune depuis 1793. Pour les communes de moins de 10 000 habitants, une enquête de recensement portant sur toute la population est réalisée tous les cinq ans, les populations de référence des années intermédiaires étant quant à elles estimées par interpolation ou extrapolation. Pour la commune, le premier recensement exhaustif entrant dans le cadre du nouveau dispositif a été réalisé en 2006.

En 2022, la commune comptait 444 habitants, en évolution de +5,21 % par rapport à 2016 (Gers : +1,04 %, France hors Mayotte : +2,11 %).
| 1793 | 1800 | 1806 | 1821 | 1831 | 1841 | 1846 | 1851 | 1856 |
| ---- | ---- | ---- | ---- | ---- | ---- | ---- | ---- | ---- |
| 700  | 715  | 750  | 773  | 830  | 864  | 806  | 832  | 818  |

| 1861 | 1866 | 1872 | 1876 | 1881 | 1886 | 1891 | 1896 | 1901 |
| ---- | ---- | ---- | ---- | ---- | ---- | ---- | ---- | ---- |
| 789  | 789  | 705  | 694  | 680  | 618  | 632  | 590  | 569  |

| 1906 | 1911 | 1921 | 1926 | 1931 | 1936 | 1946 | 1954 | 1962 |
| ---- | ---- | ---- | ---- | ---- | ---- | ---- | ---- | ---- |
| 523  | 552  | 509  | 515  | 509  | 507  | 409  | 328  | 286  |

| 1968 | 1975 | 1982 | 1990 | 1999 | 2006 | 2011 | 2016 | 2021 |
| ---- | ---- | ---- | ---- | ---- | ---- | ---- | ---- | ---- |
| 255  | 238  | 258  | 274  | 271  | 344  | 395  | 422  | 438  |

| 2022 | - | - | - | - | - | - | - | - |
| ---- | - | - | - | - | - | - | - | - |
| 444  | - | - | - | - | - | - | - | - |

| selon la population municipale des années : | 1968 | 1975 | 1982 | 1990 | 1999 | 2006 | 2009 | 2013 |
| Rang de la commune dans le département      | 78   | 156  | 110  | 109  | 114  | 92   | 88   | 82   |
| Nombre de communes du département           | 466  | 462  | 462  | 462  | 463  | 463  | 463  | 463  |

### Enseignement
Encausse fait partie de l'académie de Toulouse.

### Activités sportives
Chasse, pétanque, pêche,

## Économie

### Revenus
En 2018  (données Insee publiées en septembre 2021), la commune compte 167 ménages fiscaux, regroupant 434 personnes. La médiane du revenu disponible par unité de consommation est de 24 050 € (20 820 € dans le département).

### Emploi
|                | 2008  | 2013  | 2018  |
| -------------- | ----- | ----- | ----- |
| Commune        | 5,1 % | 5,3 % | 6,1 % |
| Département    | 6,1 % | 7,5 % | 8,2 % |
| France entière | 8,3 % | 10 %  | 10 %  |

En 2018, la population âgée de 15 à 64 ans s'élève à 263 personnes, parmi lesquelles on compte 80,4 % d'actifs (74,3 % ayant un emploi et 6,1 % de chômeurs) et 19,6 % d'inactifs,. Depuis 2008, le taux de chômage communal (au sens du recensement) des 15-64 ans est inférieur à celui de la France et du département.
La commune fait partie de la couronne de l'aire d'attraction de Toulouse, du fait qu'au moins 15 % des actifs travaillent dans le pôle,. Elle compte 64 emplois en 2018, contre 44 en 2013 et 48 en 2008. Le nombre d'actifs ayant un emploi résidant dans la commune est de 196, soit un indicateur de concentration d'emploi de 32,9 % et un taux d'activité parmi les 15 ans ou plus de 64,5 %.
Sur ces 196 actifs de 15 ans ou plus ayant un emploi, 34 travaillent dans la commune, soit 18 % des habitants. Pour se rendre au travail, 88,1 % des habitants utilisent un véhicule personnel ou de fonction à quatre roues, 5,7 % les transports en commun, 0,5 % s'y rendent en deux-roues, à vélo ou à pied et 5,7 % n'ont pas besoin de transport (travail au domicile).

### Activités hors agriculture
32 établissements sont implantés  à Encausse au 31 décembre 2019. Le tableau ci-dessous en détaille le nombre par secteur d'activité et compare les ratios avec ceux du département,.
| Secteur d'activité                                                                                        | Commune | Commune | Département |
| Secteur d'activité                                                                                        | Nombre  | %       | %           |
| --- | ------- | ------- | ----------- |
| Ensemble                                                                                                  | 32      |         |             |
| Industrie manufacturière, industries extractives et autres                                                | 6       | 18,8 %  | (12,3 %)    |
| Construction                                                                                              | 8       | 25 %    | (14,6 %)    |
| Commerce de gros et de détail, transports, hébergement et restauration                                    | 6       | 18,8 %  | (27,7 %)    |
| Information et communication                                                                              | 1       | 3,1 %   | (1,8 %)     |
| Activités financières et d'assurance                                                                      | 1       | 3,1 %   | (3,5 %)     |
| Activités spécialisées, scientifiques et techniques et activités de services administratifs et de soutien | 4       | 12,5 %  | (14,4 %)    |
| Administration publique, enseignement, santé humaine et action sociale                                    | 3       | 9,4 %   | (12,3 %)    |
| Autres activités de services                                                                              | 3       | 9,4 %   | (8,3 %)     |

Le secteur de la construction est prépondérant sur la commune puisqu'il représente 25 % du nombre total d'établissements de la commune (8 sur les 32 entreprises implantées  à Encausse), contre 14,6 % au niveau départemental.

### Agriculture
La commune est dans les « Coteaux du Gers », une petite région agricole occupant l'est du département du Gers. En 2020, l'orientation technico-économique de l'agriculture  sur la commune est la polyculture et/ou le polyélevage.
|               | 1988  | 2000  | 2010  | 2020  |
| ------------- | ----- | ----- | ----- | ----- |
| Exploitations | 30    | 24    | 13    | 14    |
| SAU (ha)      | 1 285 | 1 251 | 1 180 | 1 073 |

Le nombre d'exploitations agricoles en activité et ayant leur siège dans la commune est passé de 30 lors du recensement agricole de 1988  à 24 en 2000 puis à 13 en 2010 et enfin à 14 en 2020, soit une baisse de 53 % en 32 ans. Le même mouvement est observé à l'échelle du département qui a perdu pendant cette période 51 % de ses exploitations,. La surface agricole utilisée sur la commune a également diminué, passant de 1 285 ha en 1988 à 1 073 ha en 2020. Parallèlement la surface agricole utilisée moyenne par exploitation a augmenté, passant de 43 à 77 ha.

## Culture locale et patrimoine

### Lieux et monuments
- Église Saint-Cyr-et-Sainte-Julitte.

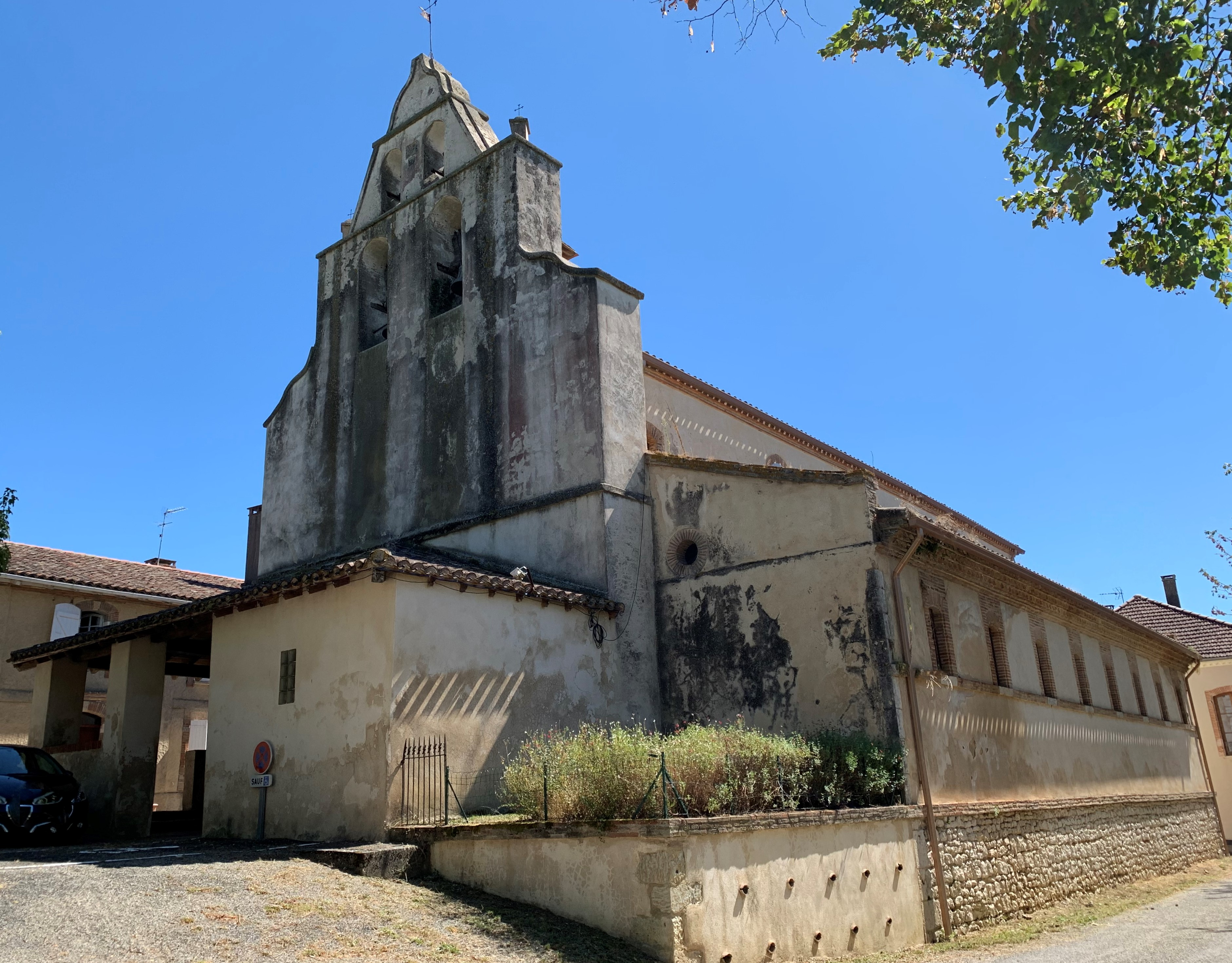
Église Saint-Cyr-et-Sainte-Julitte
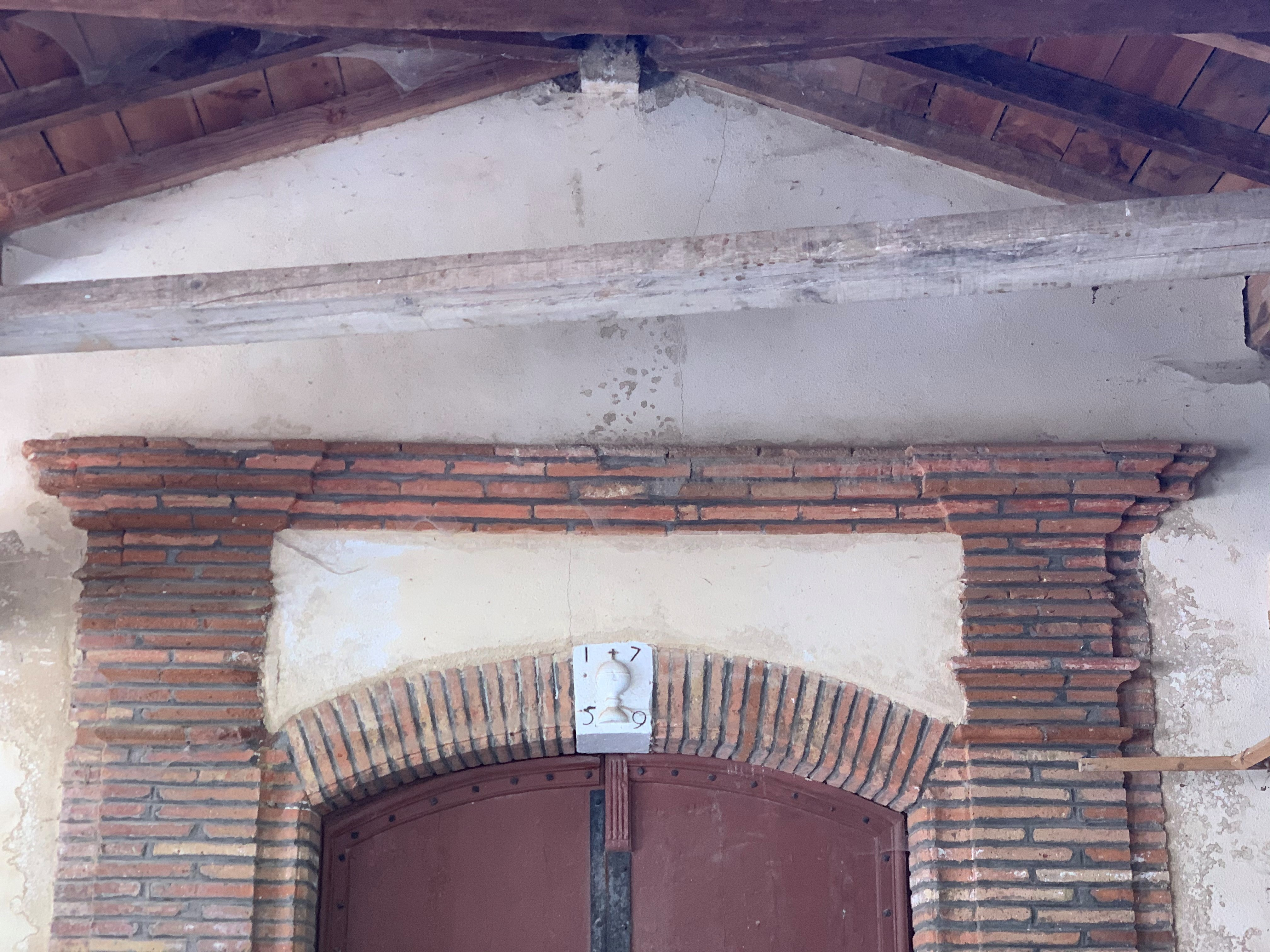
Datée de 1759

### Héraldique
| Blason de Encausse | Blason  | Taillé: au 1er de sinople à deux pals d'or, au château couvert et pavillonné d'argent, ouvert et ajouré de sable, brochant et surmonté de la date 1300 du même, au 2e de gueules à la fleur de tournesol au naturel brochant en partie à senestre sur un épi de blé d'or feuillé de deux pièces et accompagnée en pointe d'une croix cléchée, vidée et pommetée de douze pièces d'or. |
| Blason de Encausse | Détails | Le statut officiel du blason reste à déterminer. |